# Městys Rudoltice
Městys Rudoltice je katastrální území a základní sídelní jednotka obce Slezské Rudoltice, v letech 1675–1947 samostatný městys. Dnes je jednou ze čtyř základních sídelních jednotek, které spolu tvoří část Slezské Rudoltice obce Slezské Rudoltice.
První zmínka o Rudolticích pochází z roku 1255. V roce 1675 byla ves na žádost majitele léna Julia Leopolda z Hodic a po schválení biskupem Lichtenštejnem byla rozdělena na dvě části, Městys Rudoltice a Ves Rudoltice. Roku 1945 získaly Rudoltice na základě rozhodnutí jazykové komise Slezské expozitury země Moravskoslezské přízvisko Slezské. Roku 1947 pak vznikla sloučením obcí Městys Rudoltice a Ves Rudoltice obec Slezské Rudoltice. Názvy původních obcí však zůstaly zachovány v názvech katastrálních území, název Městys Rudoltice též v názvu základní sídelní jednotky totožné se stejnojmenným katastrálním územím. Hlavní sídelní celky Městyse Rudoltice a Vsi Rudoltice jsou prakticky srostlé, Ves Rudoltice tvoří západní část sídelního celku, Městys Rudoltice východní část. Status městyse obci fakticky zanikl roku 1954, po roce 1989 si obec nevyžádala jeho obnovení, na které by měla dle zákona automatický nárok.